# 860

## Nașteri
- Rollo (Rollon), primul duce de Normandia și fondator al dinastiei Normande (d.c. 931)

## Decese
- Guy I de Spoleto, duce de Spoleto din 842 (n. ?)